# Anton Liebe
Anton Liebe, vor 1919 auch Anton Liebe Edler von Kreutzner (* 28. Juli 1905 in Meran; † 11. April 1978 in Wien) war ein österreichischer Architekt.

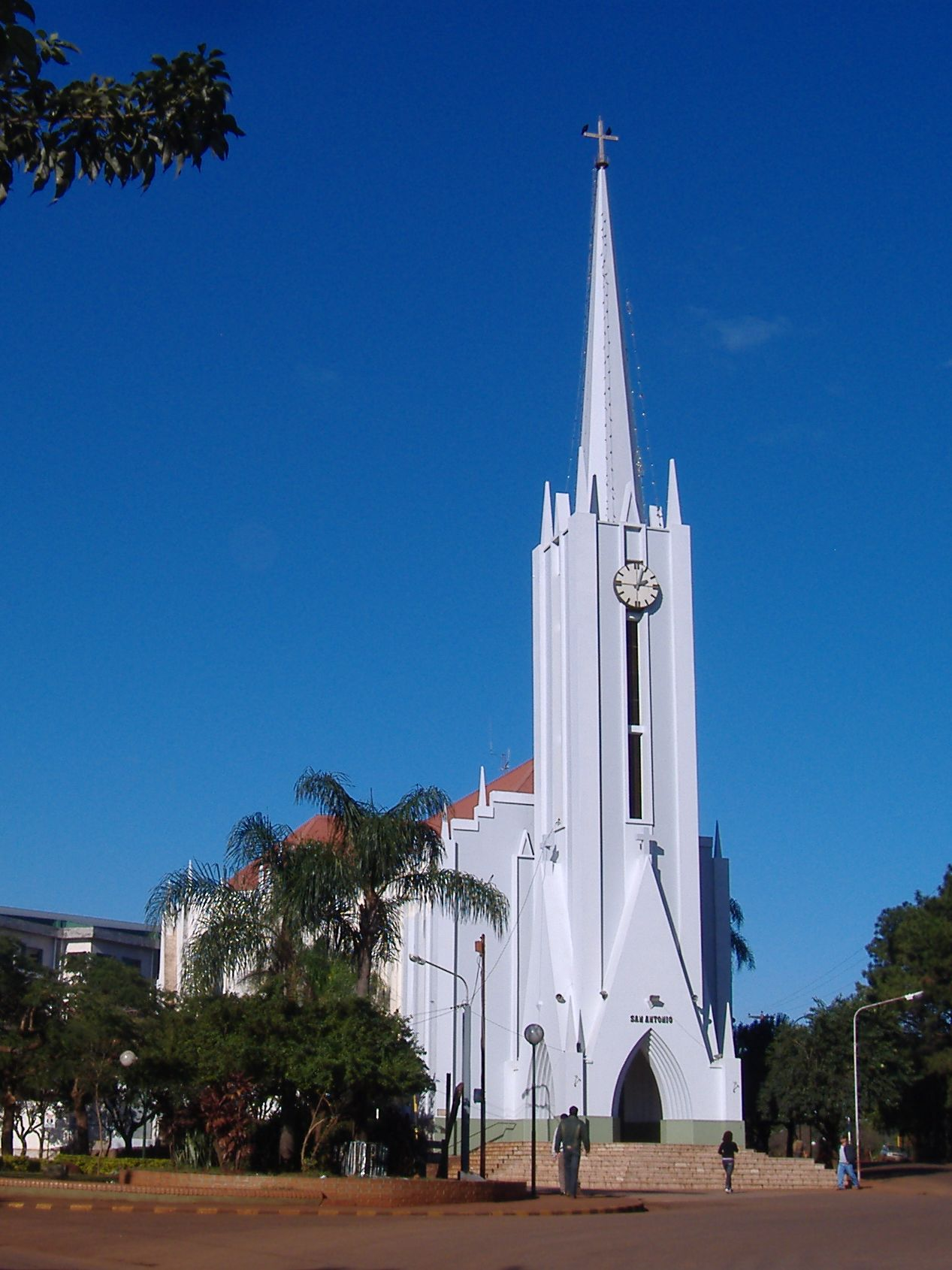
Katholische Pfarrkirche San Antonio in Oberá, erbaut 1943

Liebe war der Sohn des Gutsbesitzers Karl Anton Liebe Edler von Kreutzner (1871–1954) und dessen Ehefrau Clothilde geb. Vicomtesse de Forestier (1880–1962). Er besuchte die Volksschule und das Staatsgymnasium in Meran, dann das Jesuitengymnasium „Stella Matutina“ in Feldkirch (Vorarlberg). Sein Studium an der Technischen Hochschule Wien schloss er mit der 2. Staatsprüfung ab, praktizierte dann kurz bei Clemens Holzmeister und arbeitete 1929–1932 bei dem Architekten H. Goldschmid. 1925 trat er der katholischen Studentenverbindung W.K.St.V. Unitas Kreuzritter bei. 1932 eröffnete Liebe gemeinsam mit Ludwig Stigler ein Architekturbüro. Stigler schied allerdings schon 1934 aus, und Liebe, seit 1934 Ziviltechniker, ging eine lose Zusammenarbeit mit Kurt Klaudy und Georg Lippert ein.
1941 flüchtete Liebe mit seiner Familie nach Argentinien, wo er 1941–1947 als Architekt in der Bauunternehmung Emil Fogeler in Posadas (Provinz Misiones) arbeitete und ab 1948 eine Arbeitsgemeinschaft mit den Brüdern Mazzanti und Victorino Mutinelli einging. 1956 kehrte Liebe nach Österreich zurück und eröffnete wieder ein eigenes Architekturbüro in Wien.
Sein Sohn wurde ebenfalls Architekt, eine seiner Töchter war als Innenarchitektin tätig.
Liebes bekanntestes Werk in Österreich war das in Zusammenarbeit mit Ludwig Stigler entstandene Alpenstrandbad des Hotel Panhans am Semmering, das in den 1980er-Jahren bis auf geringe Überreste abgerissen wurde. In Posadas baute Liebe Kirchen, Schulen und Verwaltungsgebäude, zum Teil im Stil der Moderne, die Kirche San Antonio in Oberá aber auf Wunsch der Auftraggeber in abstrakter Neogotik.